# Grumman F6F Hellcat
O Grumman F6F Hellcat era um caça embarcado em porta-aviões fabricado nos EUA, utilizado na Segunda Guerra Mundial, tendo sido concebido para substituir o F4F Wildcat na Marinha dos Estados Unidos.

## História
Mesmo com aparência semelhante ao Wildcat, era um projeto totalmente novo, equipado com o motor radial a pistão Pratt & Whitney R-2800, o mesmo motor dos caças Vought F4U Corsair e do Republic P-47 Thunderbolt. O Hellcat foi considerado por alguns analistas o "irmão maior do Wildcat". O F6F Hellcat foi um caça embarcado resistente e bem projetado, enfrentando o Mitsubishi A6M Zero desde 1943 e ajudando a estabelecer a superioridade aérea norte-americana na frente do Pacífico. O design do F6F era tão simples e eficiente que o Hellcat foi o projeto menos modificado durante a guerra, com um total de 12 275 unidades produzidas em pouco mais de dois anos. Aos Hellcats foram atribuídos 5 223 aviões inimigos derrubados, durante seu serviço com a Marinha e os Fuzileiros Navais dos Estados Unidos, além da Aviação Naval Britânica. Este número é o maior entre qualquer caça aliado, com seu competidor mais próximo sendo o P-51 Mustang da USAAF, que derrubou 4 950 aeronaves rivais na frente européia. O Hellcat permaneceu em serviço até 1954, principalmente como caça noturno.

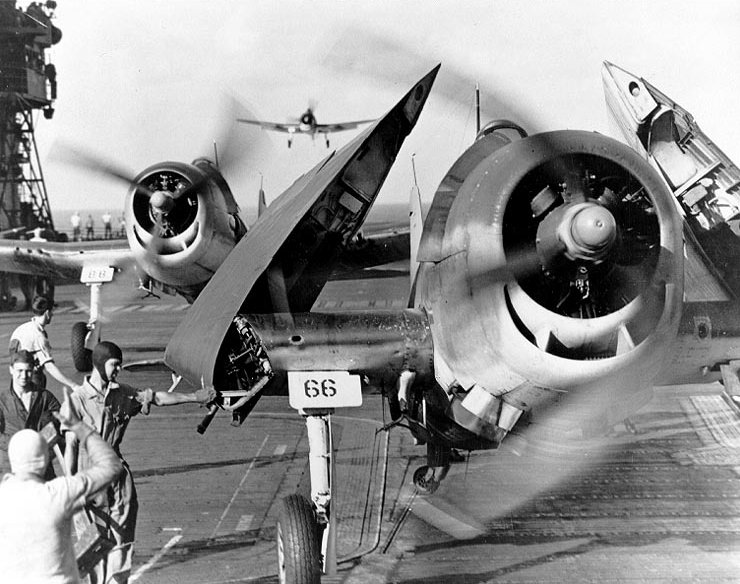
Hellcats durante procedimento de decolagem, ainda com asas dobradas, em um porta-avião.
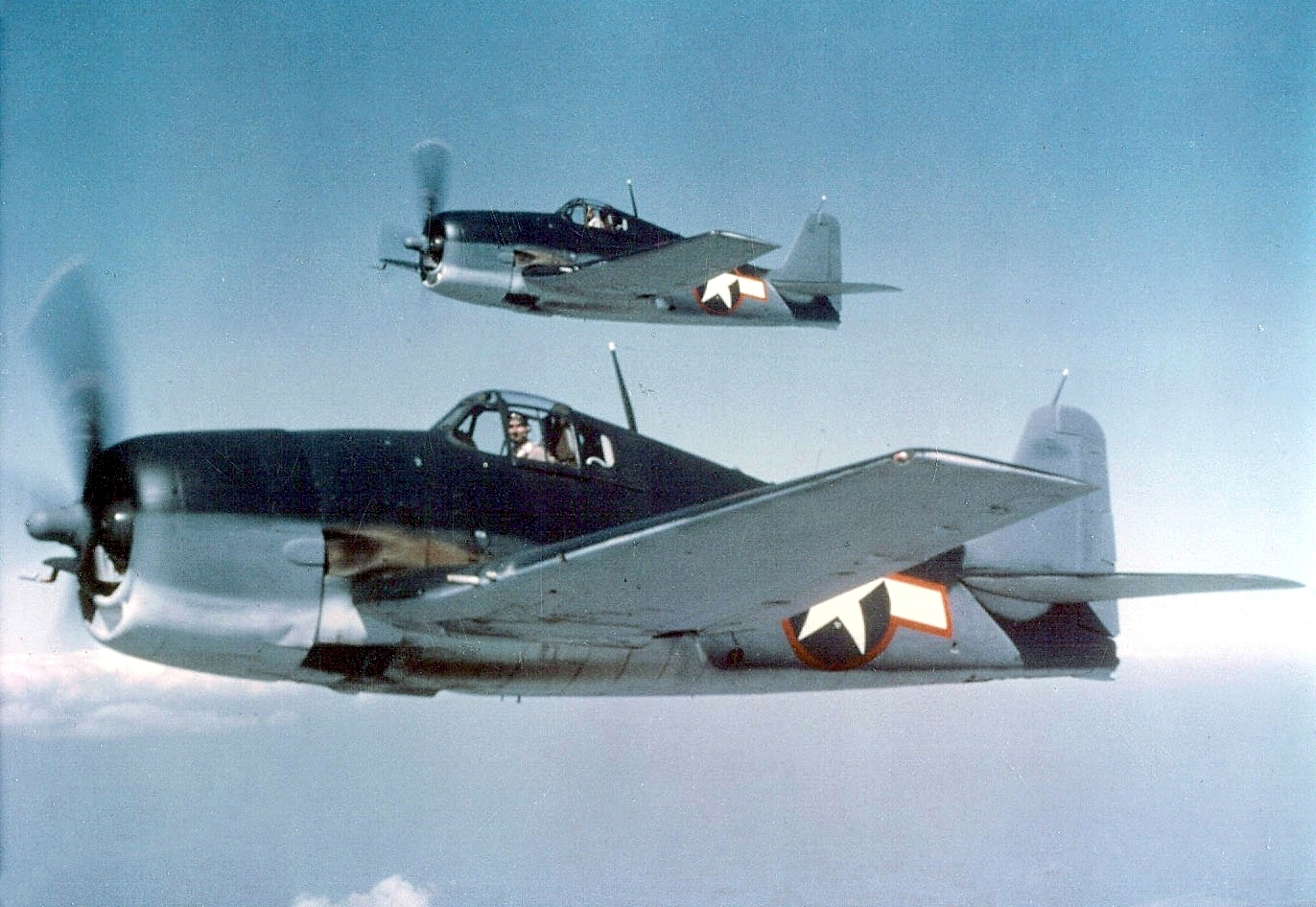
Dois F6F-3 sobrevoando o Pacífico, em maio de 1943.
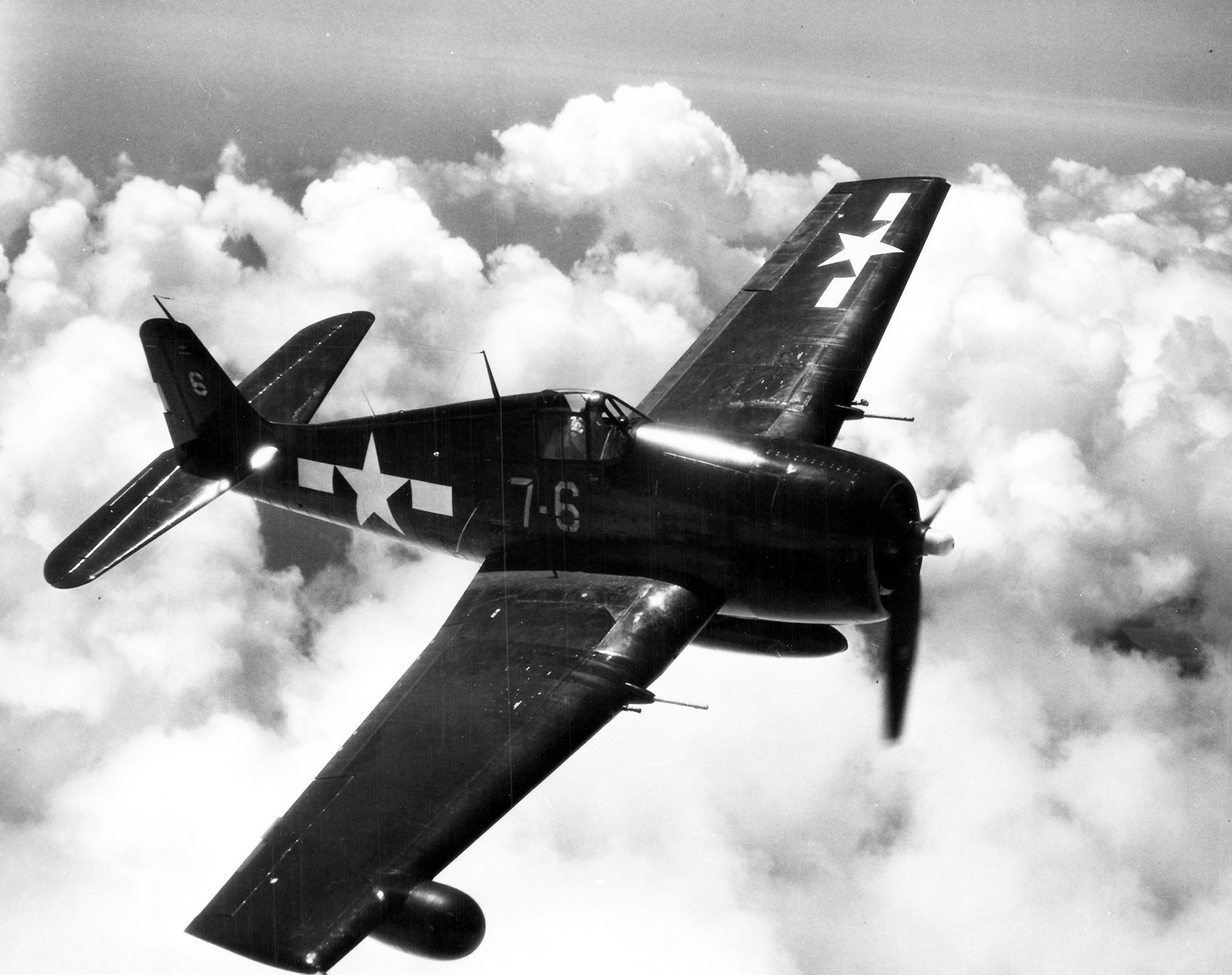
Um F6F-5N Hellcat, modelo projetado para combate noturno.

## Desempenho
Ainda sem a manobrabilidade dos Mitsubishi A6M e Nakajima Ki-43 japoneses, o F6F enfrentava seus inimigos nipônicos em pé de igualdade. Era um avião médio, resistente, bem armado, com excelente proteção do piloto, e bastante ágil, que satisfez os requisitos do alto comando americano, e finalmente permitiu que os EUA estabelecessem a superioridade aérea no pacífico.
Seu motor, um Pratt & Whitney R-2800-10W de 18 cilindros, conferia ao "Gato do Inferno" uma velocidade máxima de 605 km/h, a uma potência de 2 200 hp (uma das maiores da guerra). Com uma razão de subida bem mais alta que a de outros aviões americanos, o Zero finalmente perdeu a posição de melhor caça do Pacífico.

## Resultados
O Hellcat foi um sucesso tremendo. Participou de quase todas as grandes batalhas do pacífico (apenas não participou da batalha de Midway), obtendo êxito em todas elas. Abateu um grande número de aviões japoneses (apenas o P 38 Lightning derrubou mais caças nipônicos que o F6F), e ainda gozou de excelente aceitação de seus pilotos.

## Variantes
Foram feitas duas variantes principais:
- F6F-3
- F6F-5